# Piotr Ierxov
Piotr Pàvlovitx Ierxov (rus: Пётр Па́влович Ершо́в; 6 de març [C.J. 22 de febrer] de 1815 – 30 d'agost [C.J. 18 d'agost] de 1869) fou un poeta, novel·lista i dramaturg rus, autor del conte en vers "El cavallet geperut", que es va convertir en un clàssic de la literatura russa.

## Biografia
Piotr Ierxov va néixer al poble de Bezrúkovo, gubèrnia de Tobolsk (actualment raion d'Ixim, óblast de Tiumén). Durant la seva infància va viure al poble de Beriózovo. De 1827 a 1831, va estudiar al gimnàs de Tobolsk, on suposadament va crear una societat per a l'estudi etnogràfic de Sibèria i fins i tot va planejar publicar la seva pròpia revista científica. De 1831 a 1836, va estudiar filosofia a la Universitat de Sant Petersburg, on va escriure, als 19 anys, la seva obra mestra, el poema de conte de fades El cavallet geperut.
Un gran extracte d'aquest va ser publicat el 1834 i va portar Ierxov a la fama a l'instant. Aleksandr Puixkin va escriure que Ierxov era tan plenament al capdavant dels seus versos com un terratinent al comandament dels seus servents. Puixkin també va anunciar que deixaria d'escriure contes de fades, ja que Ierxov ho feia molt millor. No obstant això, Pushkin va escriure El conte del pescador i el peixet un any després d'aquest anunci.
El 1836, Ierxov va tornar a Tobolsk, on va treballar com a professor al gimnàs de Tobolsk. Va ser el director de l'escola el 1858. Un dels seus estudiants fou el famós químic Dmitri Mendeléiev.
Ierxov va publicar molts versos lírics, un drama anomenat Suvórov i un cap d'estació, i diverses històries curtes, però cap d'elles va tenir el mateix èxit que El cavallet geperut. També, segons es diu, va escriure un poema conte de fades titulat Ilià Múromets i un gran poema titulat Ivan Tsarèvitx, en deu volums i cent cançons, però posteriorment els va destruir. Només un petit extracte d'Ivan Tsarèvitx va sobreviure.
Va morir el 1869 a Tobolsk. Els biògrafs de Ierxov assenyalen que els desastres freqüentaren la seva vida. El 1834, just després del triomf de El cavallet geperut, el pare i el germà de Piotr van morir en pocs dies. El 1838 la seva mare va morir; el 1845 va morir la seva dona; el 1847 es va casar novament, però la seva segona esposa va morir el 1852. Dels seus 15 fills només van sobreviure sis.

## El cavallet geperut

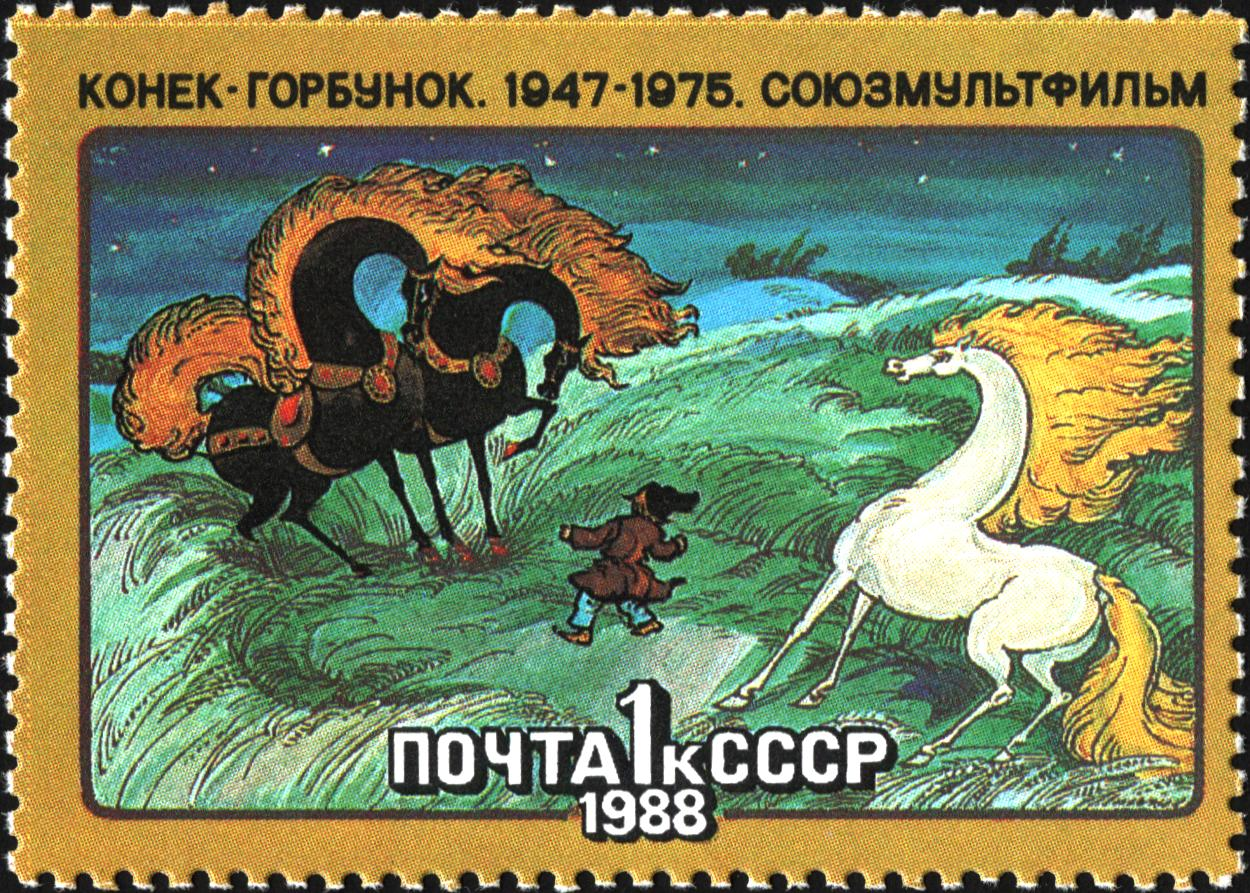
Segell soviètic (1988) basat en la pel·lícula d'animació de 1975.

El cavallet geperut (rus: Конёк-Горбуно́к, Koniok-Gorbunok) és una versió dels contes de fades amb un cavall de crinera daurada, tot i que una gran part de la trama d'aquesta història està basada en Ivan Tsarévitx, l'Ocell de Foc i el Llop Gris.
El cavallet ajuda Ivan, fill d'un camperol, a dur a terme moltes demandes irracionals del tsar. Durant les seves aventures, Ivan captura el bell ocell de foc màgic per al tsar, guarda el seu cavall màgic, i troba el seu amor, la tsarina-donzella (Princesa). Al final, la princesa i el fill del camperol viuen feliços durant molts anys després.
Els censors van prohibir la història completa durant més de 20 anys a mitjans del segle xix perquè feia que el tsar semblés babau. Fins a 1856, la història es va publicar amb punts que representaven versos i cançons omeses en moltes seccions. El conte és una sàtira sobre els absurds de la vida feudal i burocràtica russa en aquella època.
El poema es va fer molt popular a l'URSS i n'existeixen nombroses edicions i adaptacions. Avui es considera un conte clàssic de nens. Les seves obres derivades inclouen una adaptació cinematogràfica de 1941 per Aleksandr Rou (1941), una pel·lícula d'animació d'Ivan Ivanov-Vanó (1947/1975), un ballet de Rodion Sxedrín (1955) i una composició musical d'Éric Voegelin (2007).
Després que es publiqués El cavallet geperut el 1834, moltes persones assumiren que Piotr Ierxov era un pseudònim de Puixkin, ja que estaven segurs que era un poema de Puixkin. De fet, Puixkin, a més d'ajudar Ierxov a editar el poema, va aportar les quatre primeres línies de la versió final.
За горами, за лесами, / За широкими морями, / Не на небе — на земле / Жил старик в одном селе."
"Més enllà de les muntanyes, més enllà dels boscos, / Més enllà dels vastos mars, / No al cel, sinó a la terra / Vivia un vell en un poble."